# Decúbito lateral
El decúbito lateral es una posición anatómica del cuerpo humano que se caracteriza por:
- Posición corporal: acostado de lado o de costado, en un plano paralelo al suelo.
- Cuello generalmente en posición neutra con relación al tronco.
- En general con las extremidades en flexión.

También se refiere a la posición que adquiere un paciente en cama para aliviar la presión que ejerce el peso de su cuerpo sobre el hueso sacro, los talones u otras zonas vulnerables a las úlceras por decúbito o escaras.

## Usos en cirugía
No es usada tan frecuentemente en cirugía. Se utiliza para algunas cirugías de tórax, algunas renales y otras ortopédicas, como por ejemplo de cadera.

## Usos en radiología
Es usada frecuentemente para la obtención de imágenes radiográficas de perfil de la columna vertebral y en general para los perfiles del miembro inferior.